# Le Christ et la Samaritaine
Le Christ et la Samaritaine est un tableau de petit format du peintre primitif italien Duccio di Buoninsegna, réalisé vers 1310. Il faisait partie, avec huit autres panneaux (un actuellement perdu) de la prédelle de la Maestá du Duomo de Sienne, une œuvre qui à l'origine faisait près de 5 mètres de hauteur. Le retable monumental à double face a été démantelé vers 1771, et bien que la plupart des panneaux se trouvent maintenant au Museo dell'Opera Metropolitana del Duomo de Sienne, certains ont été acquis par des collections privées et des musées, dont celui ci. Il s'agit de l'unique œuvre conservée en Espagne de l'artiste siennois, exposée au Musée Thyssen-Bornemisza de Madrid.

## Le texte biblique
Il représente l'épisode biblique narré dans l'Évangile selon Jean dans lequel Jésus demande de l'eau à une Samaritaine dans le puits de Jacob, aux portes de la ville de Samarie. Cela pouvait paraître choquant à l'époque, puisque les Samaritains et les Juifs entretenaient de très mauvaises relations. L'événement est très représenté dans l'Histoire de l'Art, avec des exemples du Guerchin dans ce même musée, Alonso Cano à l'Académie royale des Beaux-Arts Saint-Ferdinand de Madrid, ainsi que des œuvres de Lorenzo Lippi, Lodovico Carracci ou Carl Heinrich Bloch entre autres. 

## Description
Le Christ, assis sur le puits de Jacob, est approché par la Samaritaine, portant un pichet sur la tête, et converse avec elle. Sur la droite, ils sont observés par des disciples placés dans le cadre architectural de la ville. C'est l'une des premières œuvres à insérer une perspective.
Dans l'œuvre de Duccio se reflète l'évolution pendant le Trecento des préceptes de l'art byzantin vers un plus grand naturalisme par l'intermédiaire de l'imitation de la nature.

## Historique
L'existence du panneau a subi de multiples vicissitudes depuis son inclusion originale dans la Maestá, son emplacement d'origine entre 1311 et 1506, son déplacement ultérieur depuis l'autel majeur au transept, où il est resté jusqu'en 1771 et son transport avec d'autres panneaux du retable, à l'église Sant’Ansano à Castelvecchio.
En 1879, il figure dans une exposition dans le Palazzo Comunale de Colle di Val d'Elsa, comme faisant partie de la collection de Giuseppe et Marziale Dini. En 1886 le panneau, réuni avec trois autres, a rejoint la collection de Robert et Evelyn Benson, de Londres, avant d'être vendu à la collection de John D. Rockefeller. Il y est resté jusqu'en 1971, lorsqu'il a été vendu et est alors entré dans la collection Thyssen-Bornemisza.